# 文化的人工物

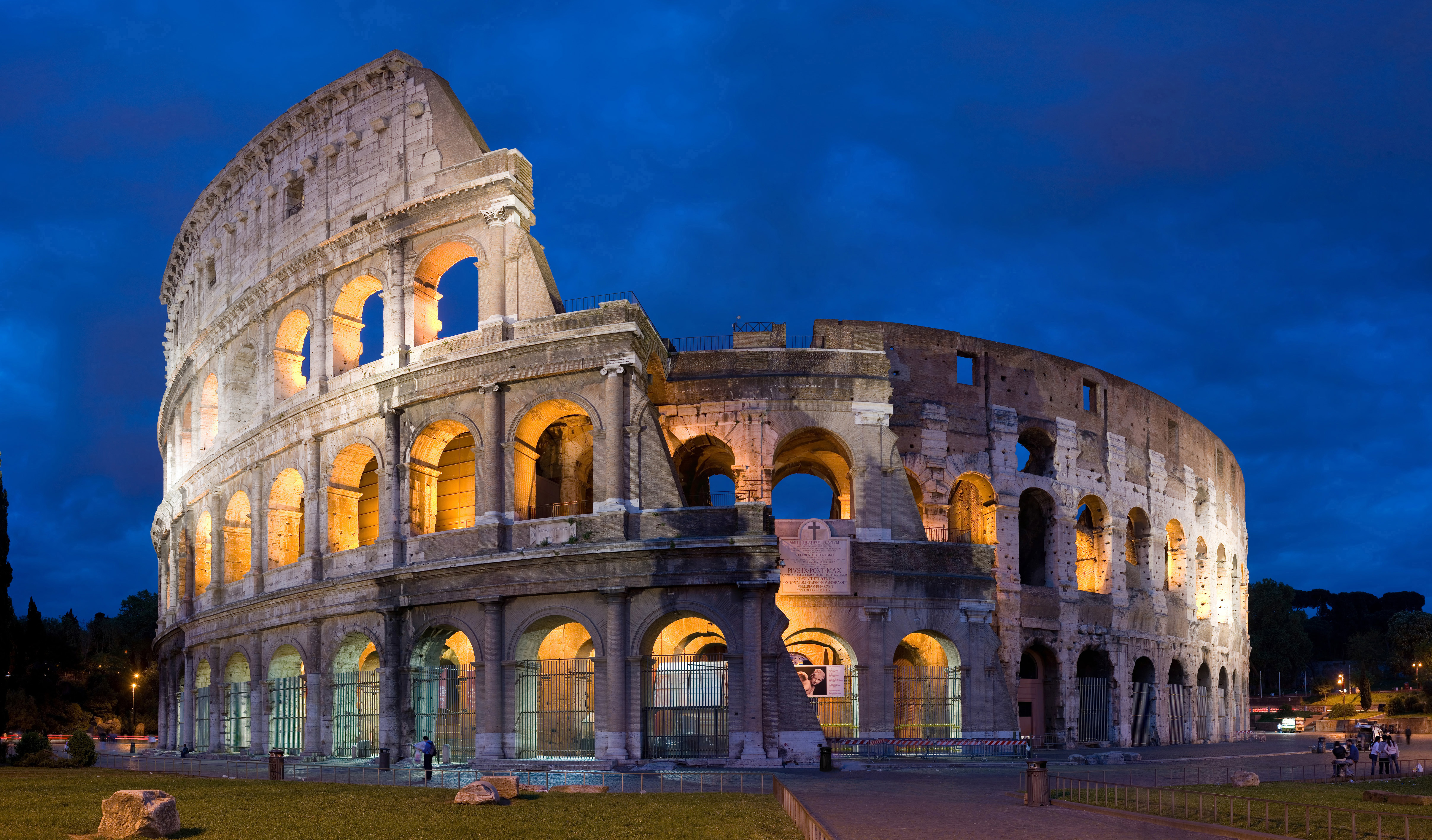
ローマのコロッセオ（撮影：David Iliff）（クリエイティブ・コモンズ 表示-継承 2.5）

文化的人工物 （ぶんかてきじんこうぶつ、英語: cultural artifact）は、社会科学分野、特に人類学、民族学、社会学の用語。人間が制作したもので、それを創作し利用する人々の文化にまつわる情報を提供するもの。英単語の「artifact」という綴りは北アメリカ英語で好まれ、他の地域では「artefact」が好まれる。

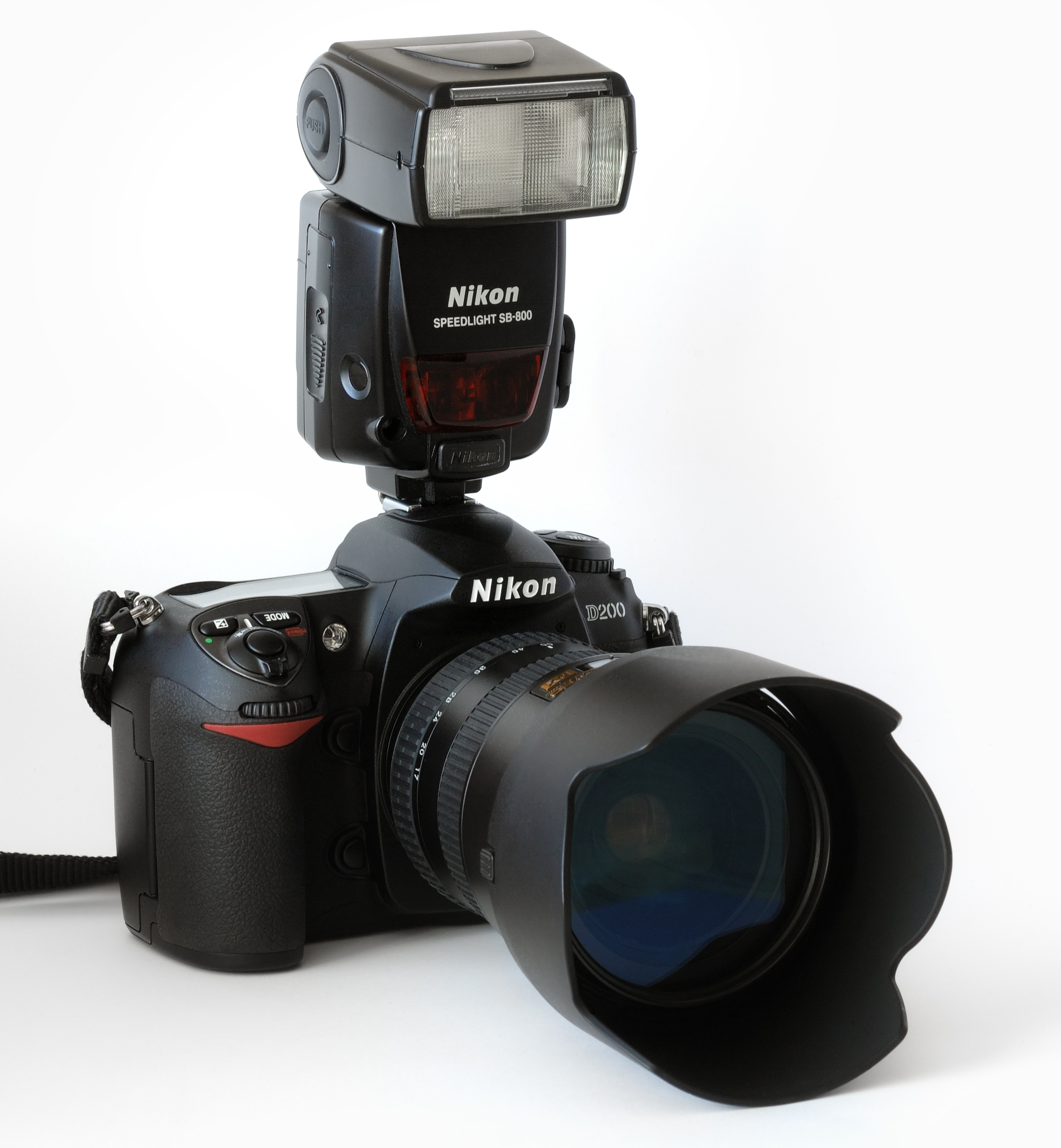
Nikon D70（クリエイティブ・コモンズ 表示-継承 2.5）

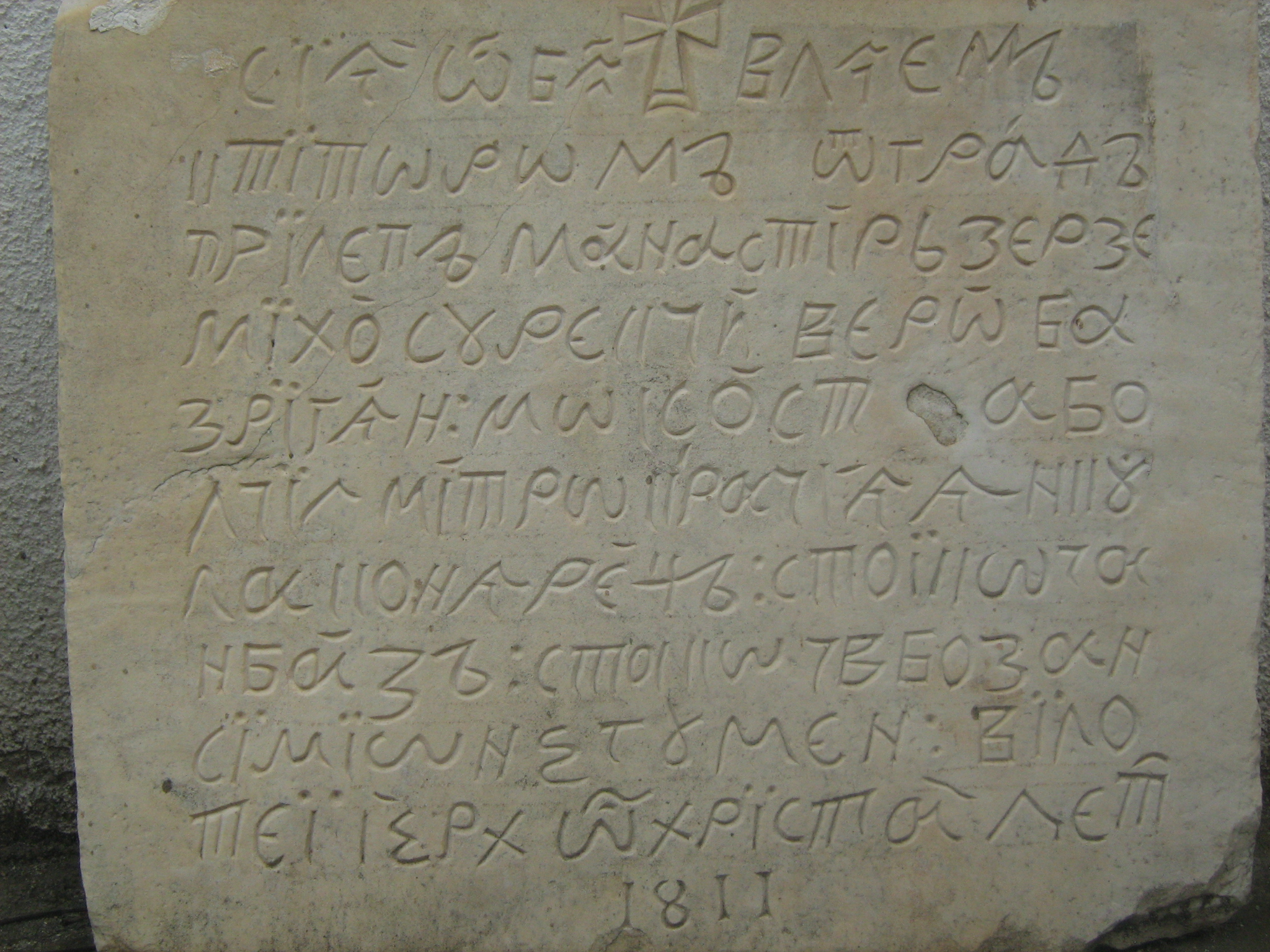
修道院複合施設の文化的人工物（マケドニア、Zrze）（クリエイティブ・コモンズ 表示-継承 3.0 非移植）

日本語では「文化的人工物」のほか、「文化的工芸品」、「文化遺物」といった訳語を当てることがある。
社会的人工物
文化的人工物は、類似した、しかしより狭義のニュアンスを帯びた社会的人工物 (social artifact) や考古学的遺物 (archaeological artifact ) に対して、より一般的な用語である。文化的人工物には、遺跡からの出土品なども含まれるが、近現代の社会における文物である、社会的人工物も含まれる。人類学的文脈からすれば、例えば17世紀の旋盤、ファイアンス焼きの陶磁器、テレビなどは、いずれもそれぞれが製造され、使用された当時の時代の情報を豊富に提供するものである。
文化的人工物は、古代のものであれ、現代のものであれ、その背景にある技術的諸過程や、経済的発展、社会構造、その他の諸々の側面についての洞察の契機を提供するものとして重要である。
哲学者のマルクス・W・ワルトフスキーは、人工物を以下の3つに分類した。
- 一次人工物 (primary artifacts)：生産に用いられるもの（ハンマー、フォーク、ランプ、カメラなど）
- 二次人工物 (secondary artifacts)：一次人工物に関連するもの（カメラのユーザー・マニュアルなど）
- 三次次人工物 (tertiary artifacts)：二次人工物を表象したもの（カメラのユーザー・マニュアルを表現した彫刻など）

社会的人工物は、考古学的遺物とは異なり、必ずしも物理的な実体を伴わず（例えば、仮想アーティファクト）、歴史的価値をもつ必要もない（数秒前に生み出されたものであっても、社会的人工物となり得る）。

## 関連文献
- Habib, Laurence, and Line Wittek (2007). "The portfolio as artifact and actor." Mind, Culture and Activity, Vol. 14, No. 4, ISSN 1074-9039. doi:10.1080/10749030701623763.